# Владислав Котроманич
Владислав Котроманич (на босняшки Vladislav Kotromanić, на сръбски: Владислав Котроманић) от династията Котроманичи управлявал Босна от 1326 до 1353 г. съвместно с брат си Стефан II Котроманич. Той е по-малкият син на Стефан I Котроманич и Елисавета Неманич.
В началото на XIV век баща му Стефан I бил лишен от короната от хърватския бан Павел I Шубич, който се възползвал от междуособиците в Унгария и станал независим управител на Босна до смъртта си през 1312 г., а след това управлението поел синът му Младен II Шубич. Две години по-късно, през 1314 г., умрял и Стефан I и Елисавета Неманич потърсила спасение заедно с децата си в Дубровник.
Тъй като Младен Шубич имал много противници в Босна, с течение на времето той стигнал до заключението, че е по-удачно да обяви за свой заместник в страната сина на покойния Стефан I, който щял да бъде по-добре приет от болярите. Така през 1320 г. за бан на Босна бил обявен по-големият брат на Владислав – Стефан II Котроманич, а от 1326 г. Владислав станал негов съвладетел.
Владислав бил женен за Елена Шубич, от която имал син Твръдко I. След смъртта на брат си през 1353 г., Владислав също се отказал от трона поради влошеното си здраве и на престола се качил 15-годишният му син Твърдко. На следващата година Владислав починал.